# نهر مبام
نهر مبام هو أكبر رافد لنهر ساناغا في الكاميرون. يبلغ طوله الإجمالي 548 كم (341 ميل) ويبلغ إجمالي حوض الصرف 38000 كم 2 (15000 ميل مربع).
يتدفق من هضبة أداماوا ويستوعب نهري كيم وندجيم على الضفة اليسرى ثم نهر نون على ضفته اليمنى قبل التقائه بنهر ساناغا.